# Adana (provincie)
Adana je tureckou provincií, nachází se v jižní části Malé Asie. Rozloha provincie činí 14 030 km², v roce 2007 zde žilo 2 300 112 obyvatel. Provincie je bohatá hlavně na památky, jelikož se zde nachází mnoho starých hradů.

## Administrativní členění

Administrativní členění

Provincie Adana se administrativně člení na 14 distriktů:
- Adana
  - Karaisalı
  - Seyhan
  - Yüreğir
- Aladağ
- Ceyhan
- Feke
- İmamoğlu
- Karataş
- Kozan
- Pozantı
- Saimbeyli
- Tufanbeyli
- Yumurtalik